# Kolumbarium Riensberger Friedhof

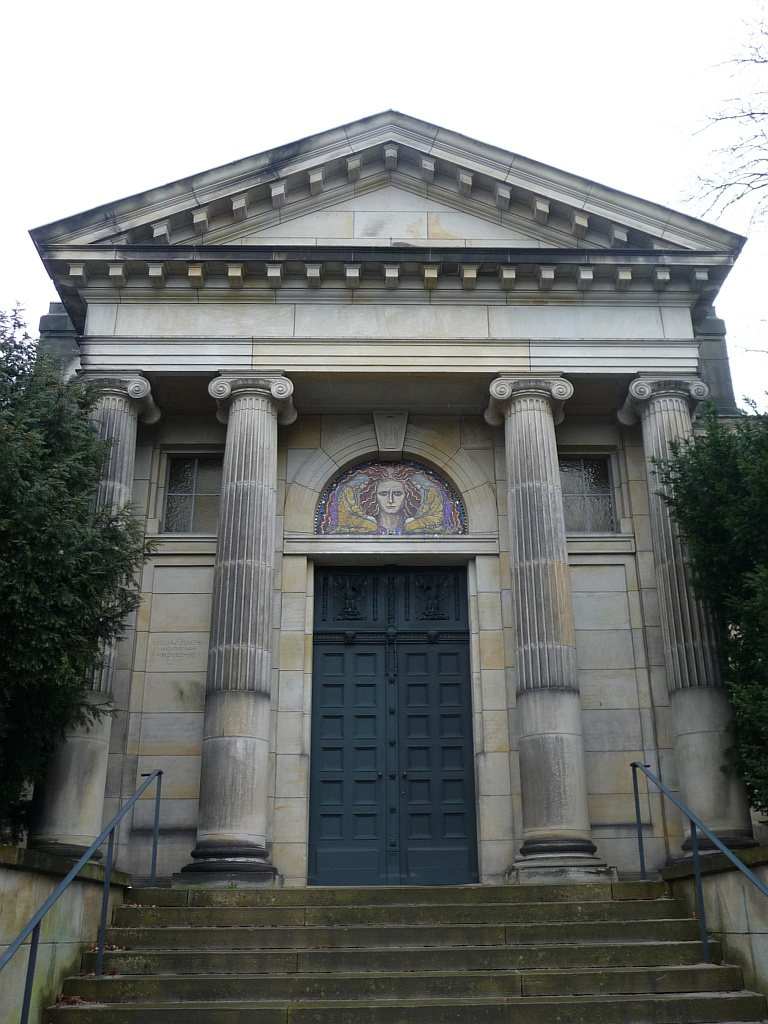
Klassizistischer Portikus

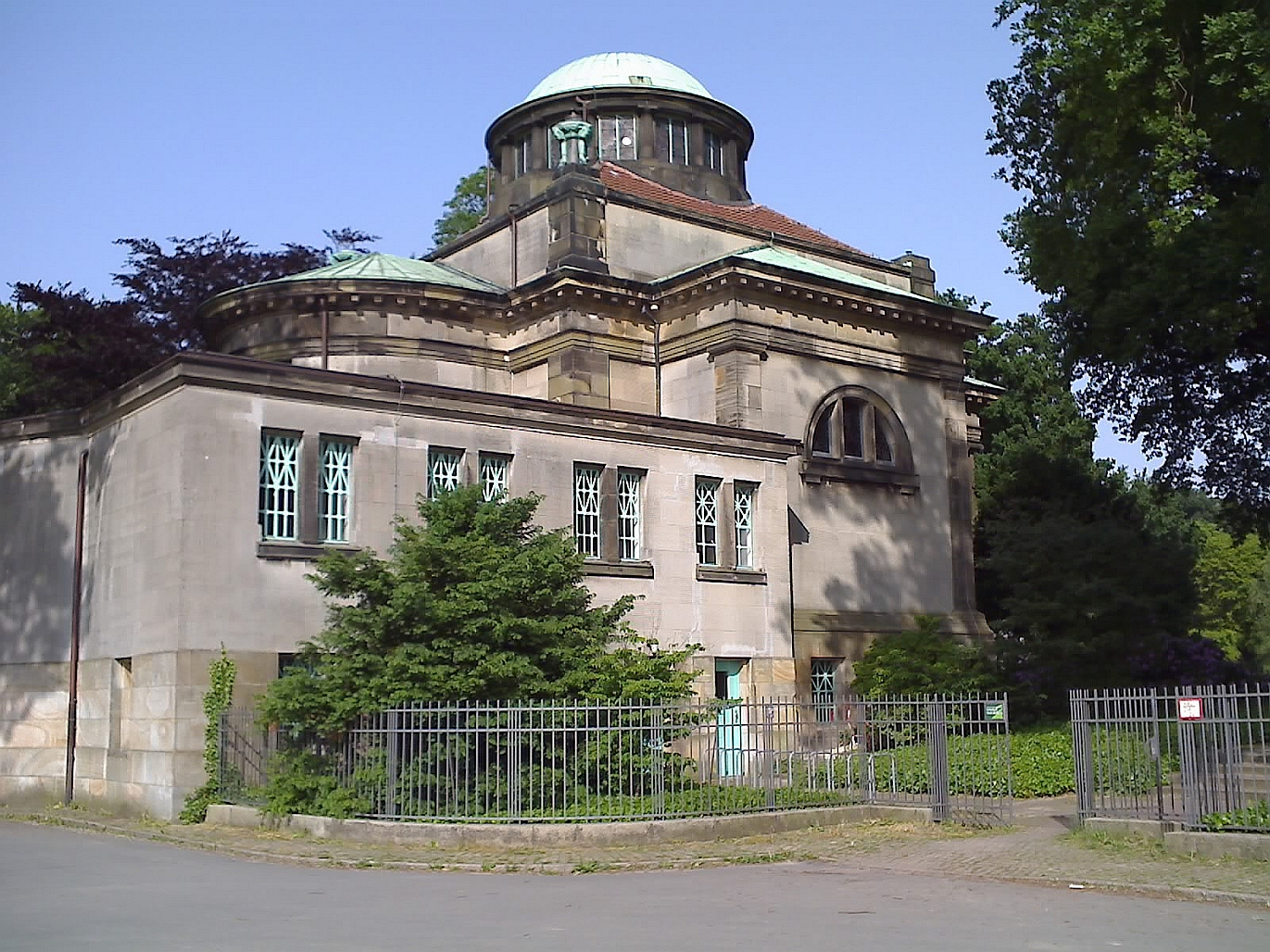
Kolumbarium Riensberger Friedhof mit Erweiterung von 1927

Das Kolumbarium Riensberger Friedhof in Bremen-Schwachhausen, Friedhofstraße 51, am Ufer des großen Sees des Riensberger Friedhofs steht unter Denkmalschutz.

## Geschichte
Der Riensberger Friedhof wurde 1872 bis 1875 nach Plänen des Landschaftsgärtners Jancke aus Aachen angelegt und ab 1880 weiter nach Plänen von Wilhelm Benque als landschaftliche Parkanlage gestaltet.
Das eingeschossige, ehemalige Krematorium Riensberg wurde von 1903 bis 1906 nach Plänen von Heinrich Wilhelm Behrens für den Verein für Feuerbestattung gebaut. Der Jahrhundertwendebau im Stil des Neoklassizismus wird geprägt durch einen klassizistischen Portikus mit vier ionischen, kannelierten Säulen, die das Gebälk mit Architrav und einfachem Fries und Gesims mit Zahnschnitt sowie das Tympanon tragen. Die Feierhalle im Zentralbau mit der runden, kupfergedeckten Kuppel hat viele Jugendstilelemente. Es war das erste Krematorium Norddeutschlands.
1927 folgte eine Erweiterung des Bauwerks. 1988 wurde es als Krematorium außer Betrieb genommen, da es technisch veraltet war.
Seit 2002 dient das innen umgebaute Gebäude als Kolumbarium (lateinisch columbarium = Taubenschlag), als Beisetzungsstelle für Urnen. In der kuppelartigen Halle befinden sich die 326 Nischen mit Grabplatten aus Glas oder aus Sandstein. Der Zugang zum Urnenraum ist nur mit einer persönlichen Zugangsberechtigung möglich.

## Denkmalschutz
Die Gebäude wurden 2000 als Bremer Kulturdenkmal unter Denkmalschutz gestellt.